# Enfardadeira

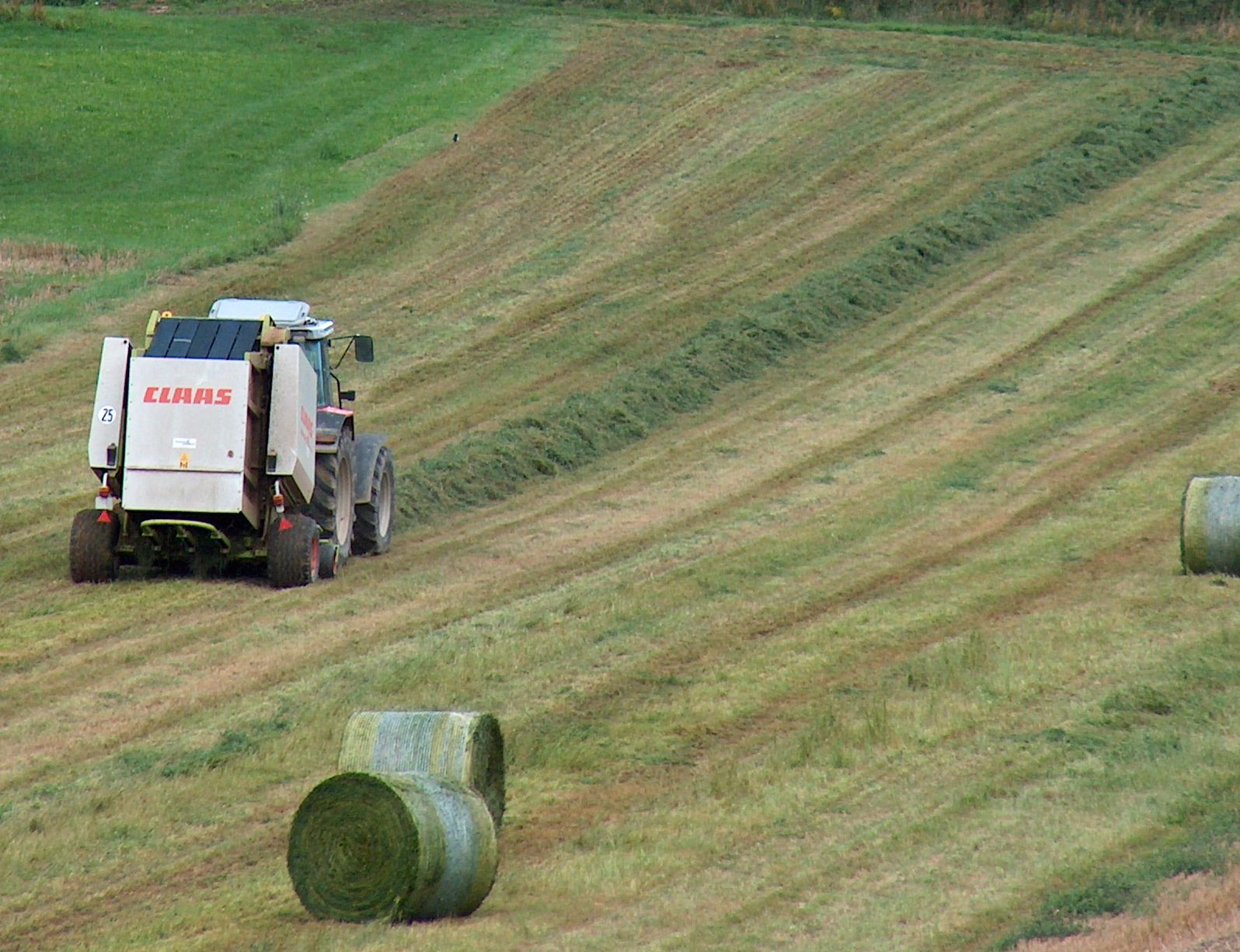
Enfardadeira recolhendo a forragem

Enfardadeira é uma máquina de uso agrícola que permite recolher e enfardar o feno ou a forragem no campo, para posterior aproveitamento como alimento de animais em época de seca ou inverno.
Produzem os tradicionais fardos em forma de paralelepípedos, ou os modernos fardos cilíndricos. Normalmente são traccionadas por um tractor agrícola.

## Enfardadeiras volantes
As enfardadeiras volantes, também designadas por enfardadeiras de fardos paralelepipédicos, são equipamentos de concepção muito antiga, em que o cordão a enfardar é recolhido por um tambor recolhedor (pick-up) sendo depois comprimido num canal, denominado por canal ou câmara de compressão, por um êmbolo com movimento alternado. Estes fardos, mais ou menos comprimidos, são atados por um sistema de atamento, para não se desfazerem, e depositados no solo para posterior apanha; no fim do canal de compressão pode estar montado um lançador de fardos o que permite a sua projecção para um veículo de transporte. Considerando a massa específica dos fardos as enfardadeiras volantes podem ser: de baixa pressão, de média pressão ou de alta pressão.
Enfardadeiras de baixa pressão
As enfardadeiras de baixa pressão, também designadas de baixa densidade, são caracterizadas por terem um êmbolo oscilante, de trajectória curvilínea, e fazerem fardos com uma massa específica inferior a 100 kg/m³ e com um peso médio unitário compreendido entre os 5 kg e 15 kg. Este tipo de enfardadeira é bastante comum nas regiões húmidas em que os fardos têm teores de humidade bastante altos (30-35%) pelo que é necessário um certo arejamento para se poderem conservar.
Enfardadeiras de média pressão
Nas enfardadeiras de média pressão, também designadas de média densidade, o êmbolo tem já uma forma paralelepipédica e o movimento é rectilíneo alternativo, com uma cadência compreendida entre os 65 e os 110 golpes por minuto. Os fardos de média densidade têm uma massa específica compreendida entre os 100 kg/m³ e 175 kg/m³, um peso unitário médio de 15 kg a 35 kg e podem ser atados com fio ou arame. A constituição genérica destas enfardadeiras é a seguinte: - um tambor - recolhedor, disposto lateralmente em relação à câmara de compressão, com 6 a 8 tubos transversais sobre os quais estão articulados dentes de aço muito flexível, que tem como função apanhar o cordão de feno. A acção deste elemento é complementada por um calca-fenos, que ajuda a progressão da forragem, mantendo-a em contacto com os dentes; - um sistema de alimentação para deslocar e introduzir a forragem no interior da câmara de compressão. Este sistema pode ser constituído por forquilhas e/ou parafuso sem-fim devendo o seu movimento estar sincronizado com o êmbolo por forma a este abrir a janela lateral da câmara de compressão na altura em que os elementos do sistema de alimentação introduzem o feno na câmara. A forragem introduzida na câmara é separada da que fica na mesa de alimentação devido ao corte efectuado por uma faca existente na face lateral do êmbolo e de uma contra-faca fixa, localizada na aresta lateral vertical da janela; - uma câmara de compressão, onde se desloca o êmbolo no seu movimento alternativo, que tem uma secção rectangular e em que a posição da parede superior pode ser alterada por forma a aumentar o atrito da progressão da forragem e consequentemente a densidade do fardo. Esta câmara e o êmbolo têm duas ranhuras para passagem das agulhas para transportarem o fio ou arame à parte superior do fardo onde se dão os nós; - o sistema de atar permite fazer o atamento dos fardos, estando o seu funcionamento dependente do movimento de um carreto que roda à medida que a forragem se desloca para a saída do canal de compressão. Este carreto faz assim disparar periodicamente, para um comprimento do fardo previamente estabelecido, o comando da agulha e do atador.
Enfardadeiras de alta pressão

Uma enfardadeira de rolo em ação

As enfardadeiras de alta pressão, também designadas de alta densidade, têm uma concepção e construção semelhante às enfardadeiras de média pressão, mas devido à massa específica dos fardos ser mais elevada, 175 kg/m³ a 250 kg/m³, os fardos têm de ser atados com arame; estes fardos têm um peso superior a 35 kg. A principal vantagem destas enfardadeiras é permitir obter fardos que ocupam relativamente pouco espaço e serem mais resistentes ao manuseamento.
Enfardadeiras de grandes fardos redondos
Estas enfardadeiras são equipamentos relativamente recentes que condicionam a forragem em fardos cilíndricos de média pressão, com um comprimento de 1,2 m a 1,8 m e um diâmetro de 1,6 m a 1,8 m, o que faz variar o peso dos fardos de feno entre os 400 kg e os 700 kg, e os de palha entre os 250 kg e os 450 kg. Relativamente ao seu funcionamento o tambor - recolhedor apanha a forragem do solo introduzindo-a na câmara de compressão dando-se assim início ao seu enrolamento o que conduz à formação do fardo. O enrolamento do cordão resulta do movimento de rotação de correias planas ou tubos, fixos entre duas correntes laterais, em volta da forragem. Quando o fardo atinge o diâmetro fixado pelo operador faz-se o seu atamento abrindo-se a parte posterior e o fardo é expulso.

## Equipamentos para carregamento dos fardos
Dos equipamentos utilizados no carregamento de fardos os mais comuns são: os que permitem o carregamento directamente das enfardadeiras volantes, como, por exemplo, a rampa e o lançador de fardos; os que recolhem os fardos deixados no campo, quer individualmente (carregadores de fardos de plano inclinado) quer após agrupamento (forquilha frontal); e os que apanham, carregam, transportam e descarregam os fardos, que se designam por reboques autocarregadores.
A rampa
Esta solução para carregar os fardos baseia-se na colocação de uma rampa, logo a seguir à câmara de compressão, com um comprimento e inclinação que permita a deposição dos fardos no reboque que vem imediatamente a seguir; a progressão dos fardos faz-se porque os fardos que se vão formando empurram os que se encontram a seguir. Os principais inconvenientes desta solução são a necessidade de se arrumar os fardos que vão caindo no reboque e de ser preciso um tractor bastante potente, pois além do enfardamento é necessário fazer deslocar os fardos na rampa e puxar o reboque.
O lançador
É uma solução semelhante à anterior só que em vez da rampa utiliza-se um lançador que projecta os fardos para o reboque.
O carregador de plano inclinado
Este equipamento permite o carregamento individual dos fardos devendo estes estar dispostos segundo o maior comprimento relativamente ao deslocamento do carregador.
A forquilha frontal
É uma forquilha especial que é montada num carregador frontal e que permite carregar para um reboque um conjunto de fardos previamente agrupados; este conjunto deve ter uma forma paralelepipédica.
Reboques auto-carregadores
Estes equipamentos são reboques especificamente concebidos para apanhar fardos depositados no solo que têm um sistema de arrumação dos fardos na caixa do reboque e permitem igualmente o seu descarregamento; para facilitar a apanha dos fardos estes devem-se encontrar alinhados pois caso contrário é necessário percorrer um trajecto mais ou menos sinuoso de forma a que o sistema de recolha apanhe o fardo segundo o seu maior comprimento.